# Corey Glover
Corey Glover, (Brooklyn, Nova York, 6 de novembro de 1964), é um cantor, guitarrista e ator americano. É o vocalista da banda Living Colour, tendo feito algumas aparições com a banda de funk e jazz Galactic.